# Оштра Лука (Орашје)
Оштра Лука је насељено мјесто у граду Орашје, Босна и Херцеговина.

## Географија
Ова насељено мјесто налази се у регији Босанске Посавине.

## Историја
Током рата у БиХ (1992-1995), ово место се нашло на линији фронта. Дејтонским мировним споразумом насеље је подијељено између ентитета Федерације БиХ и Републике Српске. Том подјелом, две трећине некадашњег насеља Оштра Лука припада ентитету Федерација БиХ, односно граду Орашју.

## Становништво
|             | 2013.          | 1991.          | 1981.          | 1971.          |
| Укупно      | 1 595 (100,0%) | 3 041 (100,0%) | 3 145 (100,0%) | 2 846 (100,0%) |
| Хрвати      | 1 571 (98,50%) | 2 995 (98,49%) | 3 064 (97,42%) | 2 828 (99,37%) |
| Срби        | 6 (0,376%)     | 7 (0,230%)     | 6 (0,191%)     | 14 (0,492%)    |
| Бошњаци     | 4 (0,251%)     | 2 (0,066%)1    | 2 (0,064%)1    | 1 (0,035%)1    |
| Босанци     | 4 (0,251%)     | –              | –              | –              |
| Остали      | 4 (0,251%)     | 34 (1,118%)    | 44 (1,399%)    | 3 (0,105%)     |
| Непознато   | 3 (0,188%)     | –              | –              | –              |
| Неизјашњени | 2 (0,125%)     | –              | –              | –              |
| Македонци   | 1 (0,063%)     | –              | 1 (0,032%)     | –              |
| Југословени | –              | 3 (0,099%)     | 28 (0,890%)    | –              |

1. 1 На пописима од 1971. до 1991. Бошњаци су пописивани углавном као Муслимани.